# با كي
با كي (بالبورمية: ဘကြည်၊ ဦး)‏ هو رسام ميانماري، ولد في 17 يوليو 1912 في Kyaikto ‏ في ميانمار، وتوفي في 15 أبريل 2000 في يانغون في ميانمار.